# Solandra
Solandra é um género botânico pertencente à família Solanaceae.